# Scolopax rosenbergii
La chocha papúa (Scolopax rosenbergii) es una especie de ave charadriforme de la familia Scolopacidae endémica de Nueva Guinea. Anteriormente se consideraba conespecífica con la chocha oscura (Scolopax saturata). El nombre científico de la especie conmemora al naturalista alemán Hermann von Rosenberg.

## Descripción
Es similar en apariencia a la chocha oscura, alcanzando unos 30 cm de largo en promedio y pesando entre 189 y 220 gramos.

## Distribución y hábitat
Es endémica de la isla de Nueva Guinea, donde habita bosques nubosos de entre 2300 y 3800 m de altitud. Se distribuye desde el norte de la península de Doberai, a través de la Cordillera Central y la península de Huon, hasta la cordillera de Owen Stanley en la península papú.